# 20e Bureau politique du Parti communiste chinois
Le 20e Bureau politique du Parti communiste chinois est l'organe dirigeant principal du Parti communiste chinois, élu par le Comité central du Parti, lui-même élu par le 20e congrès national du Parti, en octobre 2022.

## Élection
En octobre 2022, les participants au congrès élisent le nouveau 20e comité central du Parti communiste chinois composé de 205 personnes. Ces derniers désignent à leur tour le bureau politique.
Le 23 octobre 2022, la composition du nouveau Bureau politique et son Comité permanent est annoncée. Pour la première fois depuis 25 ans et les innovations de Hu Jintao sur ce sujet, aucune femme n'est nommée au sein du Bureau politique.
Les membres nommés au sein du Comité permanent sont des très proches de Xi Jinping. Dans l'ordre protocolaire du Comité, Li Qiang est deuxième, ce qui selon la tradition du Parti, fait de lui le futur Premier ministre, et également le plus proche allié de Xi.
Aucune femme ne fait partie des 24 membres de ce bureau politique, bien que les Chinoises représentent 48,8 % de la population du pays.

## Composition du20ePolitburo

### Secrétaire général

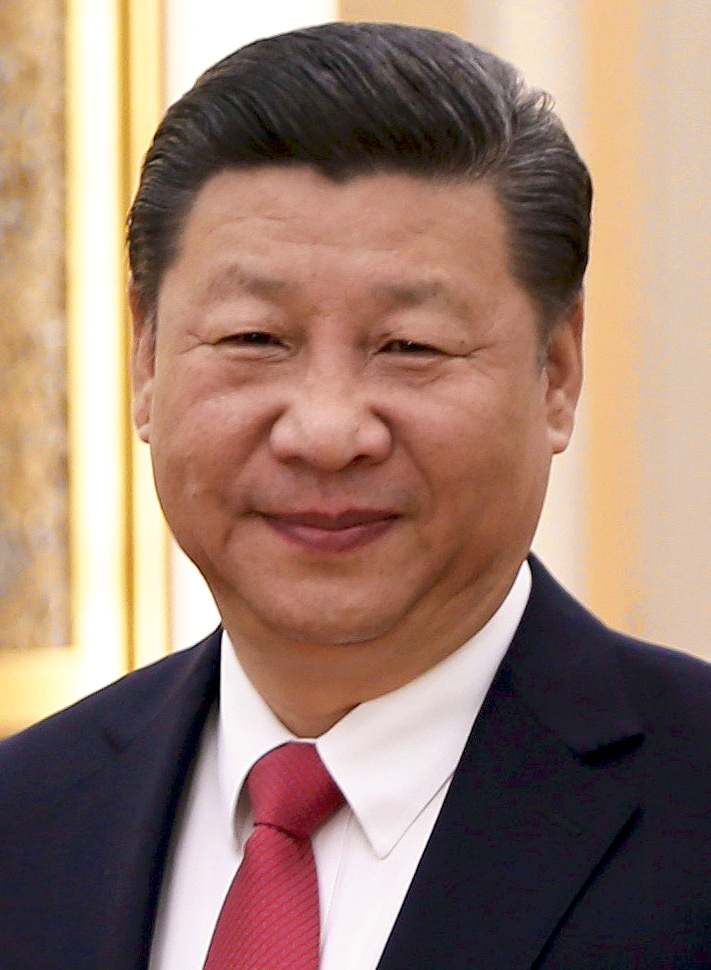
Xi Jinping

### Les membres duComité permanent
Selon l'ordre protocolaire, les membres du comité permanent sont :

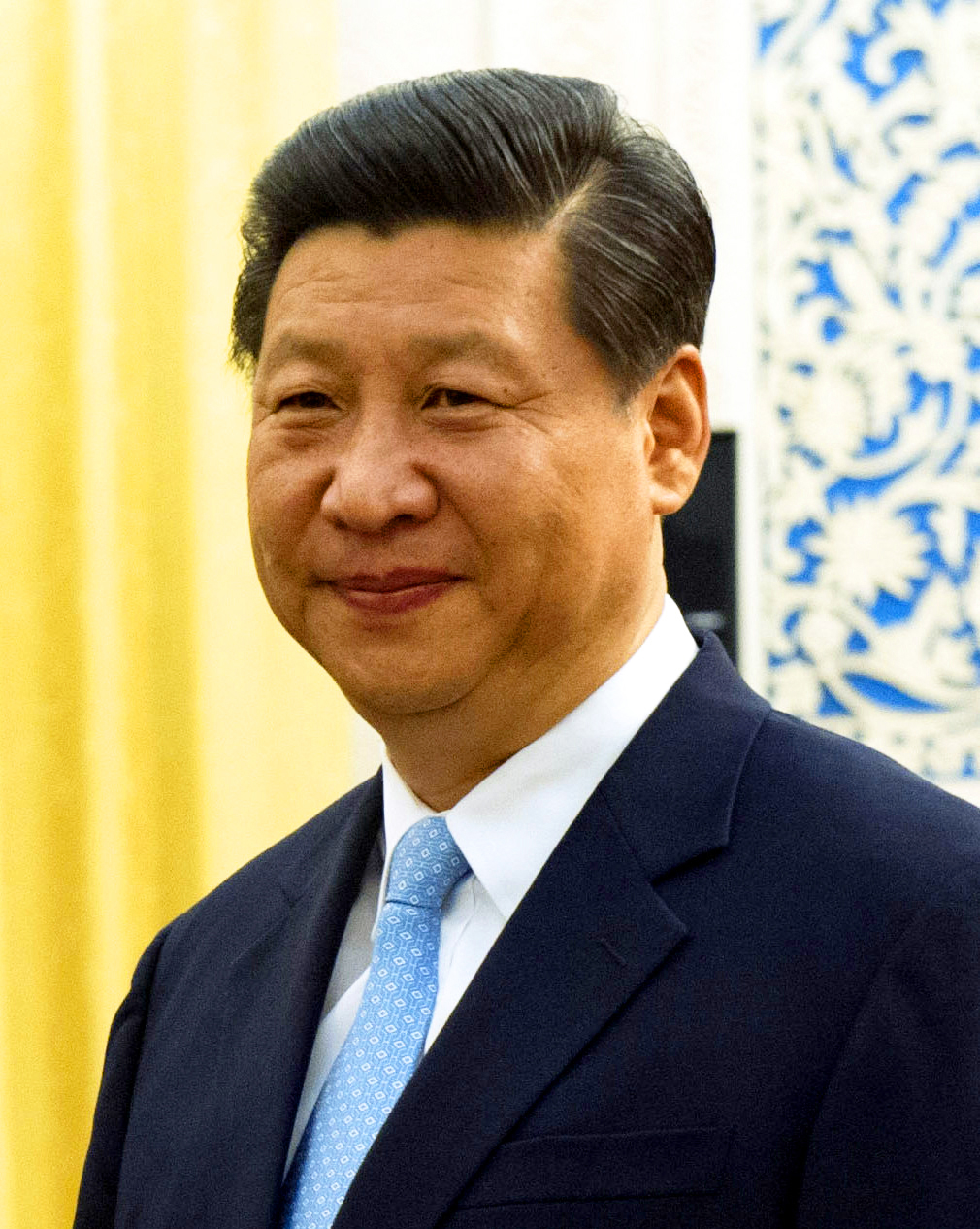
Xi Jinping
Li Qiang
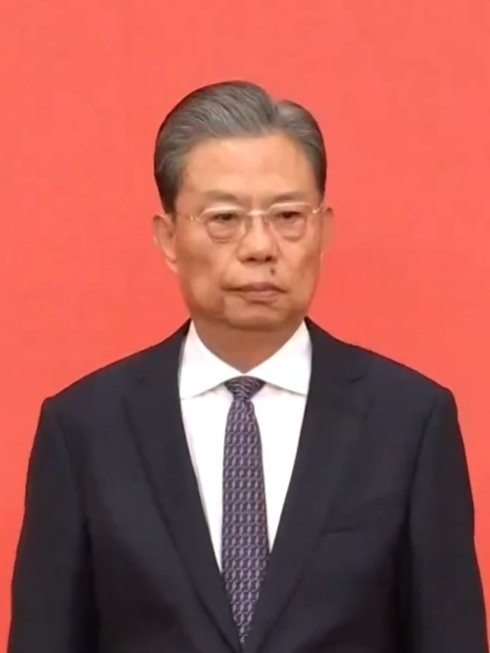
Zhao Leji
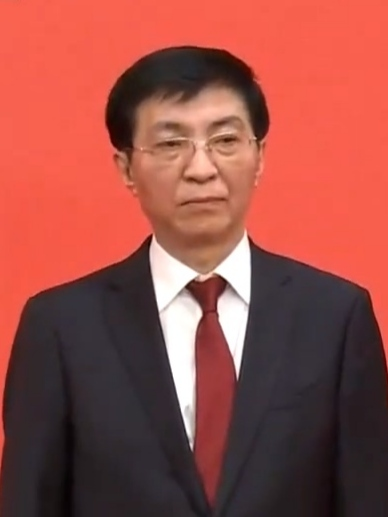
Wang Huning
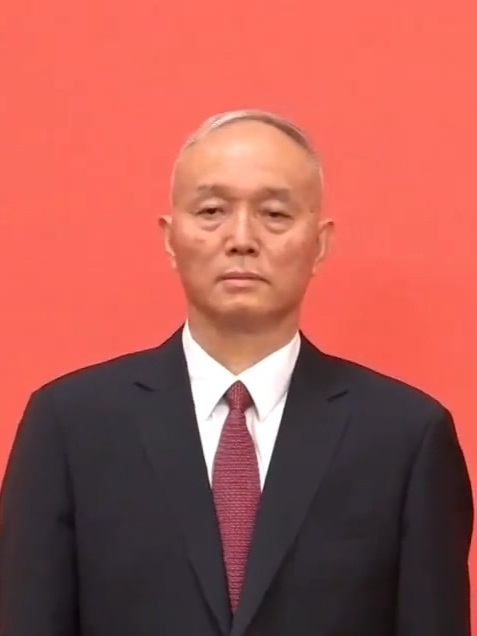
Cai Qi
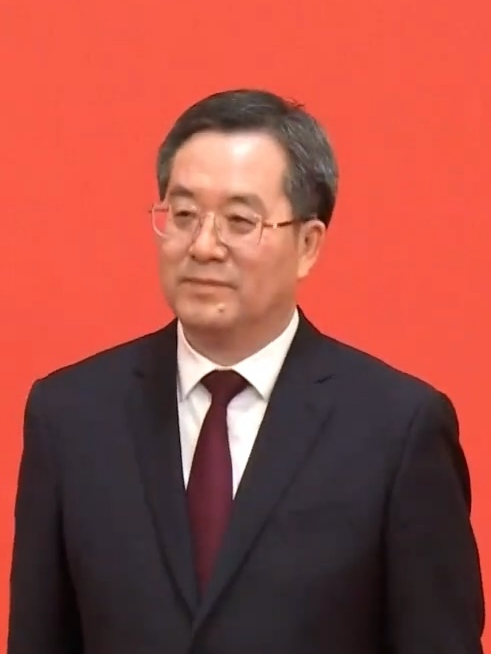
Ding Xuexiang
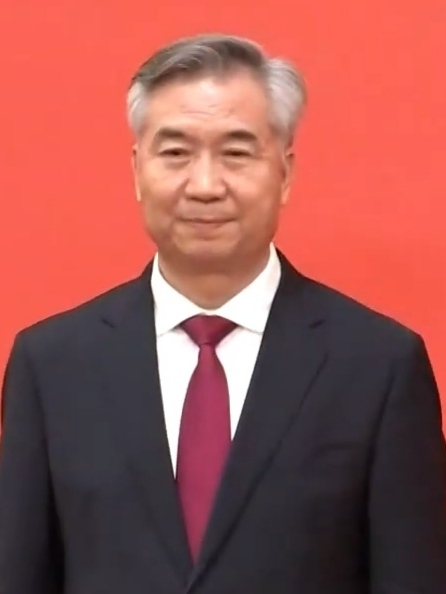
Li Xi

### Les autres membres duBureau politique

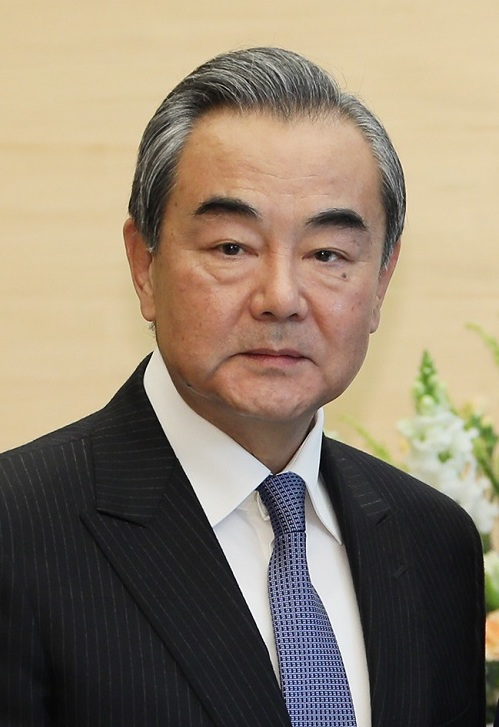
Wang Yi
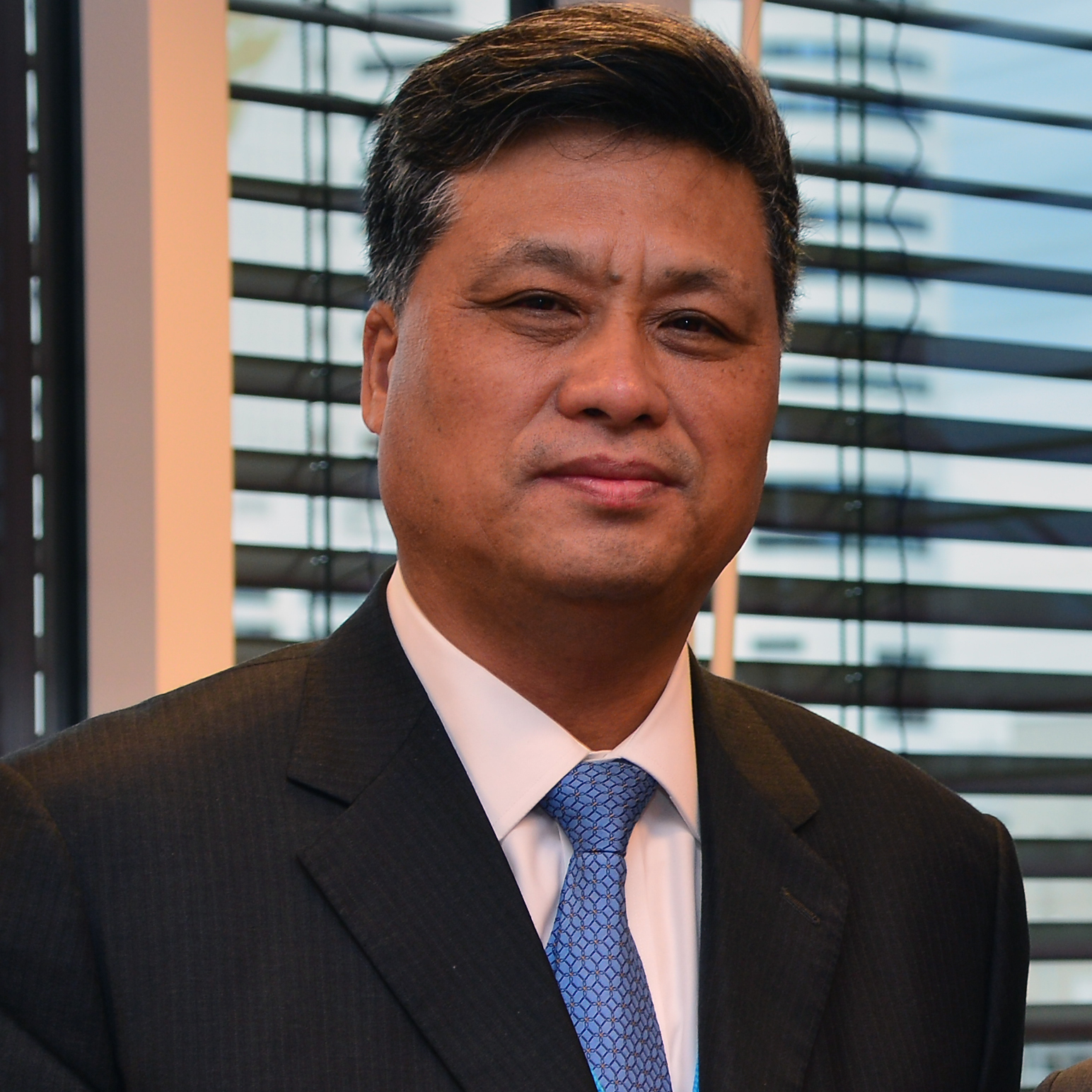
Ma Xingrui (en)
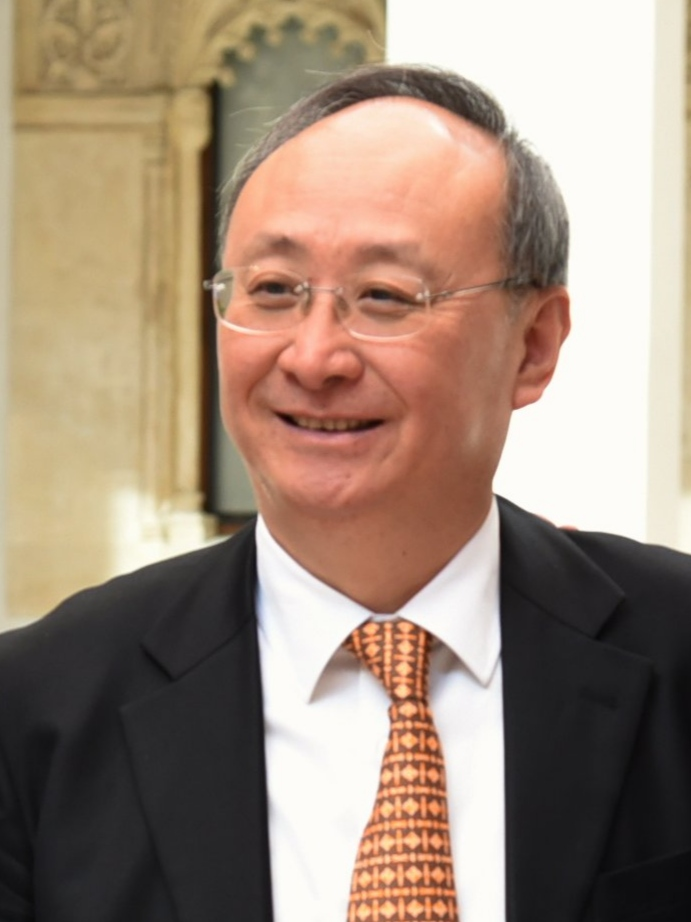
Yin Li
Shi Taifeng (en)
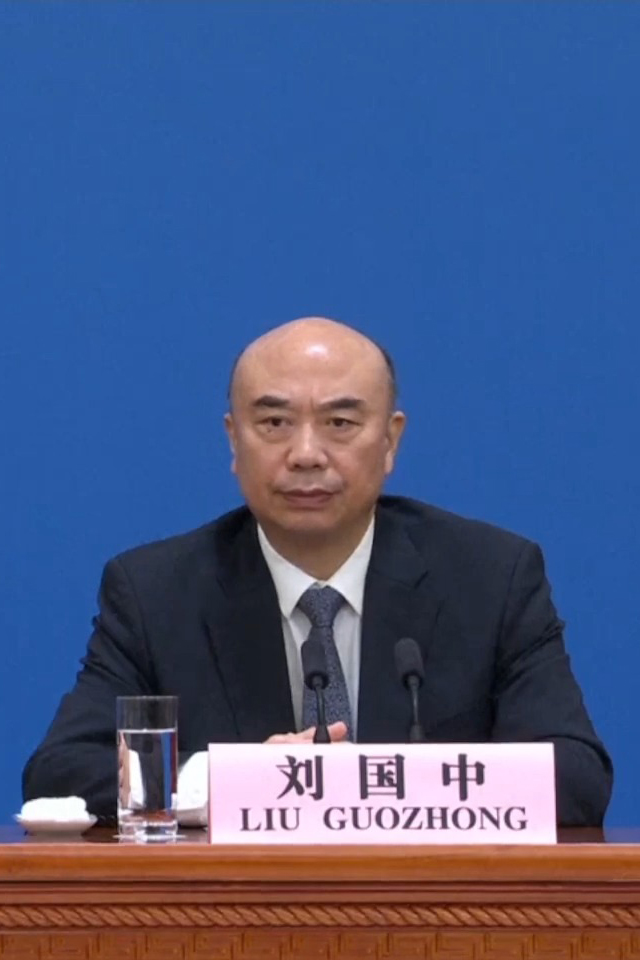
Liu Guozhong
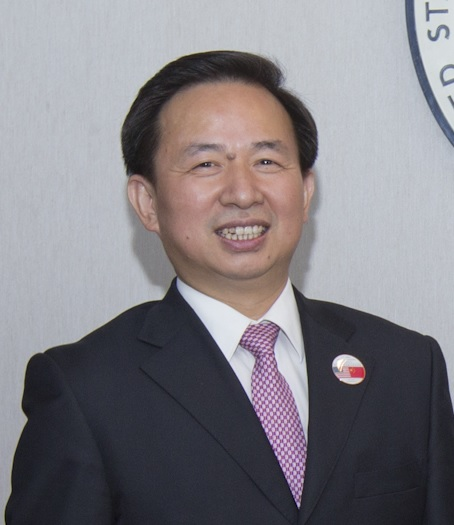
Li Ganjie (zh)
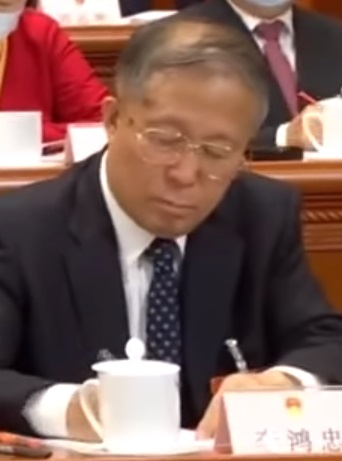
Li Hongzhong (en)
He Weidong (en)
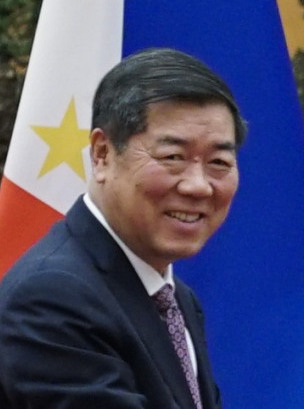
He Lifeng
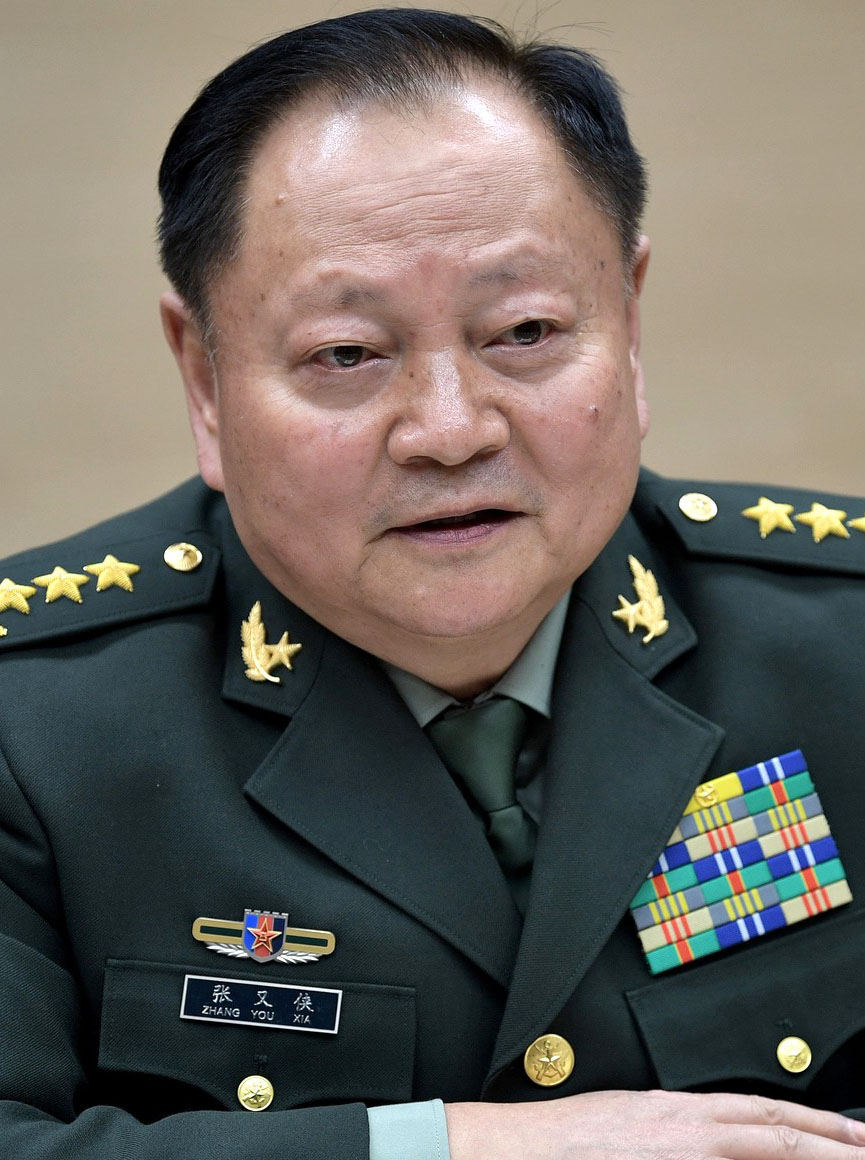
Zhang Youxia
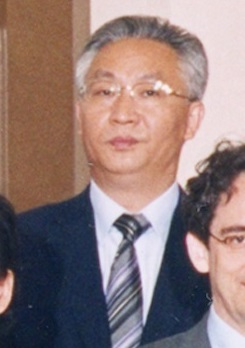
Zhang Guoqing
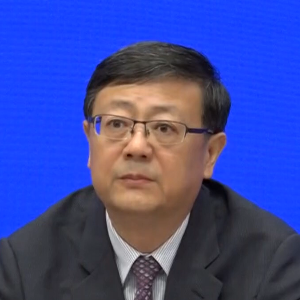
Chen Jining
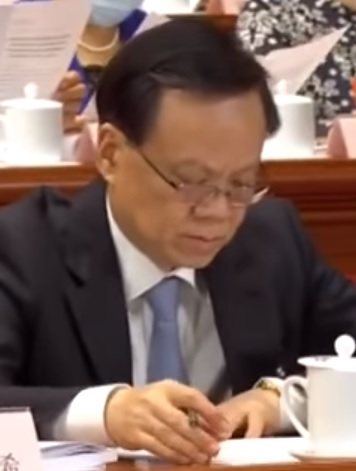
Chen Min’er
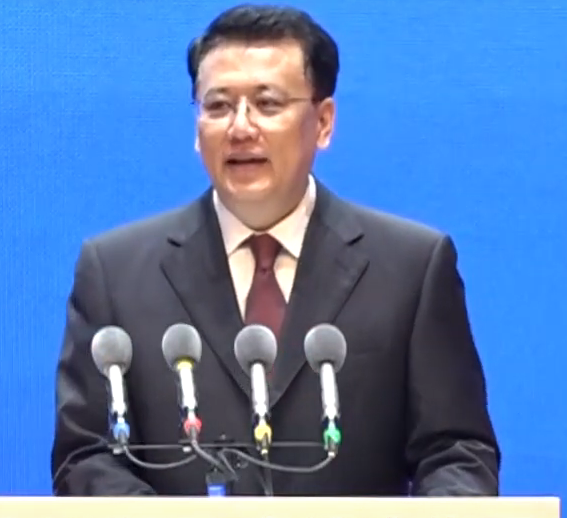
Yuan Jiajun (en)
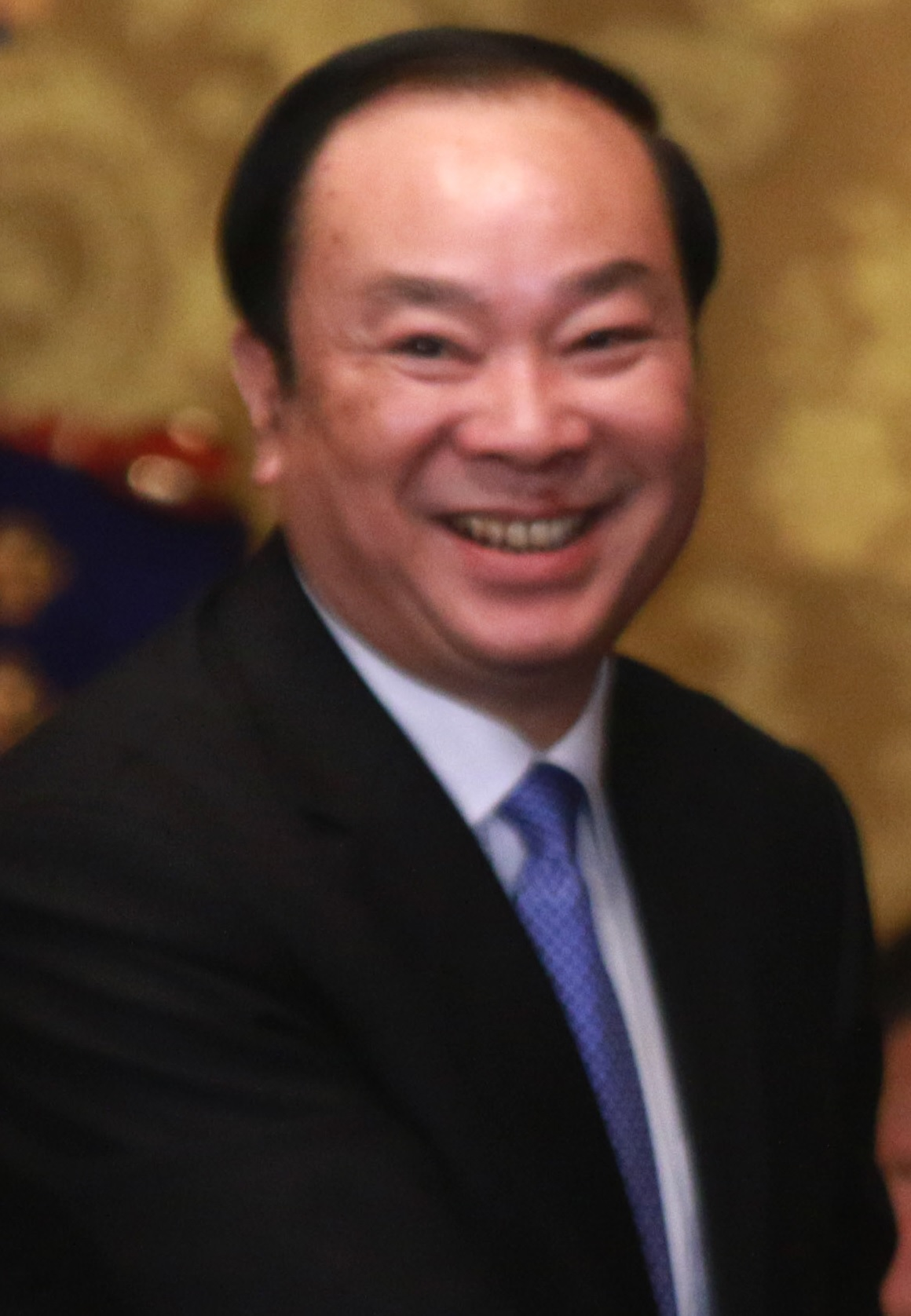
Huang Kunming (en)